# Conte di Antrim
Conte di Antrim è un titolo nobiliare inglese nella Parìa d'Irlanda.

## Storia

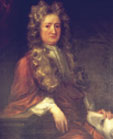
Randal MacDonnel,
I marchese di Antrim della I creazione

Il titolo venne creato due volte nella sua storia, entrambe le volte nella Parìa d'Irlanda e sempre per un membro della famiglia MaDonnell di Antrim, originaria della Scozia. La famiglia discende infatti da Sorley Boy MacDonnell, che si stabilì nella Contea di Antrim. Il suo quarto figlio Randal MacDonnell venne creato Visconte Dunluce, nella Contea di Antrim, nel 1618, e Conte di Antrim nel 1620. Entrambi i titoli vennero creati nella Parìa d'Irlanda. Il figlio primogenito di questi, il II conte, combatté tra le file dei Realisti nella Guerra civile inglese e venne creato Marchese di Antrim nella Parìa d'Irlanda nel 1645. Dal momento che morì senza eredi nel 1682 il marchesato si estinse.
Nella vicecontea e nella contea venne succeduto dal fratello minore, il III conte, il quale fu rappresentante al parlamento per la costituente di Wigan nella Camera dei Comuni inglese e fu anche Lord Luogotenente di Antrim. Lord Antrim venne privato dei propri titoli nel 1689 per il suo supporto a re Giacomo II ma venne restaurato nel 1697. Suo nipote, il V conte, fu governatore della Contea di Antrim. Venne succeduto da suo figlio, il VI conte, che rappresentò la Contea di Antrim alla camera dei comuni irlandese. Lord Antrim non ebbe figli e pertanto i titoli si estinsero. Ad ogni modo nel 1785 Giorgio III lo creò Visconte Dunluce e Conte di Antrim nella Parìa d'Irlanda con la possibilità di trasmettere il titolo anche alle sue figlie, in ordine di anzianità, in mancanza di eredi maschi. Nel 1789 egli venne inoltre onorato del titolo di Marchese di Antrim con concessione unicamente agli eredi maschi, titolo che si estinse appunto alla sua morte.
Come previsto alla morte di lord Antrim nel 1791 la vicecontea di Dunluce del 1618 e la contea di Antrim del 1620 si estinsero assieme al marchesato, mentre egli venne succeduto alla vicecontea ed alla contea del 1785 dalla figlia Anne Catherine, seconda detentrice dei titoli. Questa sposò in prime nozze sir Henry Vane-Tempest, II baronetto, di Long Newton. La loro figlia Lady Frances Anne Vane-Tempest sposò Charles William Vane, III marchese di Londonderry, e fu quindi antenata del primo ministro Sir Winston Churchill. Lady Antrim non ebbe figli e venne succeduta dalla sorella minore Charlotte, terza detentrice dei titoli. Questa era moglie del vice ammiraglio Lord Mark Robert Kerr, figlio terzogenito di William John Kerr, V marchese di Lothian.
Questa venne succeduta dal figlio, il IV conte, il quale nel 1836 assunse per licenza reale il cognome di McDonnell al posto di Kerr. Questi non ebbe figli e venne succeduto dal fratello minore, il V conte, il quale succedendo al fratello assunse anch'egli il cognome di McDonnel nel 1855. Attualmente il titolo è nelle mani del discendente di quest'ultimo, il IX conte, che è succeduto al padre nel 1977.
La sede della famiglia è il Castello di Glenarm, presso Glenarm, nella Contea di Antrim, nell'Irlanda del Nord.

## Conti di Antrim, I creazione (1620)
- Randal MacDonnell, I conte di Antrim (died 1636)
- Randal MacDonnell, II conte di Antrim (1609–1682) (creato Marchese di Antrim nel 1645)

## Marchesi di Antrim, I creazione (1645)
- Randal MacDonnell, I marchese di Antrim (1609–1682)

## Conti di Antrim, I creazione (1620; ricreato)
- Alexander MacDonnell, III conte di Antrim (1615–1699) (abolito nel 1689; restaurato nel 1697)
- Randal MacDonnell, IV conte di Antrim (1680–1721)
- Alexander MacDonnell, V conte di Antrim (1713–1775)[1]
- Randal William MacDonnell, VI conte di Antrim (1749–1791) (creato Conte di Antrim nel 1785 e Marchese di Antrim nel 1789)

## Marchesi di Antrim, II creazione (1789)
- Randal William MacDonnell, I marchese di Antrim (1749–1791)

## Conti di Antrim, II creazione (1785)
- Randal William MacDonnell, I marchese di Antrim, I conte di Antrim (1749–1791)
- Anne Catherine MacDonnell, II contessa di Antrim (1775–1834)
- Charlotte Kerr, III contessa di Antrim (1779–1835)
- Hugh Seymour McDonnell, IV conte di Antrim (1812–1855)
- Mark McDonnell, V conte di Antrim (1814–1869)
- William Randal McDonnell, VI conte di Antrim (1851–1918)
- Randal Mark Kerr McDonnell, VII conte di Antrim (1878–1932)
- Randal John Somerled McDonnell, VIII conte di Antrim (1911–1977)
- Alexander Randal Mark McDonnell, IX conte di Antrim (n. 1935)

L'erede apparente è il figlio dell'attuale detentore del titolo, Randal Alexander St John McDonnell, visconte Dunluce (n. 1967).